# Aristopus
Aristopus is een geslacht van kevers uit de familie van de loopkevers (Carabidae). De wetenschappelijke naam van het geslacht is voor het eerst geldig gepubliceerd in 1853 door Laferte-Senectere.

## Soorten
Het geslacht Aristopus omvat de volgende soorten:
- Aristopus angolanus (Straneo, 1948)
- Aristopus basilewskyi (Straneo, 1948)
- Aristopus bicolor (Straneo, 1948)
- Aristopus binotatus (Jeannel, 1948)
- Aristopus bipustulatus (Brulle, 1834)
- Aristopus collarti (Straneo, 1948)
- Aristopus decorus (Straneo, 1956)
- Aristopus distigma (Tschitscherine, 1898)
- Aristopus elisabethanus (Burgeon, 1935)
- Aristopus immaculatus (Jeannel, 1948)
- Aristopus lamottei (Straneo, 1963)
- Aristopus longicornis (Peringuey, 1899)
- Aristopus maculatus (Straneo, 1939)
- Aristopus minor (Straneo, 1951)
- Aristopus mirei Straneo, 1983
- Aristopus mocquerysi (Jeannel, 1948)
- Aristopus nairobianus (Straneo, 1948)
- Aristopus natalensis Straneo, 1983
- Aristopus punctatellus Straneo, 1983
- Aristopus puncticollis (Straneo, 1959)
- Aristopus robustus (Straneo, 1951)
- Aristopus submarginatus (Straneo, 1963)
- Aristopus trimaculatus Laferte-Senectere, 1853
- Aristopus ugandanus (Straneo, 1948)